# Бројилац
Бројилац је део разломка који се пише изнад разломачке црте, и представља количину неког дела целине која учествује у рачуну. Овај део целине је одређен имениоцем.
| бројилац |
| —————    |
| именилац |

## Пример
Као пример може послужити следећи разломак:
{\displaystyle {\frac {2}{7}}}.
У наведеном примеру је број 2 бројилац, а 7 именилац. Разломак се речима записује као две седмине.
Назив бројилац је добио зато што означава број делова (2, два) док именилац именује део (7, седмине).